# Spirou (videojuego)
Spirou es un juego de plataformas desarrollado y publicado por Infogrames durante 1995 y 1996 para Mega Drive, Super NES y Game Boy consolas de videojuegos, y para Microsoft Windows y MS-DOS. Se planeó una versión de Game Gear, pero se descartó, aunque se filtró en línea una versión prototipo con el juego completo completo.
El juego está basado en la serie de cómics Spirou y Fantasio. Cuenta la aventura de Spirou tratando de salvar a su amigo secuestrado, el Conde Champignac, y evitar que su archienemigo Cyanida haga que los robots dominen la tierra. El juego se destacó por sus buenos gráficos y por ser fiel a la serie de cómics Spirou et Fantasio, pero debido a la dificultad relativamente alta, la mayoría de los críticos solo recomendaron el juego para verdaderos fanáticos. de la serie de cómics.

## Gameplay
"Spirou" es un tipo de videojuego de plataformas en el que el personaje principal titular con el mismo nombre puede caminar, correr, saltar y agacharse. Para llegar a algunas áreas, puede sumergirse y deslizarse por el suelo durante una distancia. Además, puede disparar con un arma llamada Micropulser que se gana en el cuarto nivel del juego. Spirou puede nadar en los niveles bajo el agua que aparecen en el juego.
Spirou tiene una barra de salud que le permite recibir seis golpes antes de perder una vida. Si al jugador le quedan vidas extra al perder una vida, el nivel se reinicia por completo. Si no quedan vidas adicionales, el juego termina. Se obtiene una vida adicional al recolectar 50 sombreros Spirou, que se encuentran repartidos por los ocho niveles. Recolectar un corazón recarga su barra de salud en un punto. Mientras se sumerge bajo el agua, Spirou solo puede contener la respiración durante un cierto período de tiempo. El tiempo bajo el agua puede extenderse recolectando botellas de oxígeno.
Una función de contraseña le da al jugador la opción de continuar jugando. Sin embargo, solo hay una contraseña válida que siempre reinicia al jugador en medio del juego. El juego admite tres niveles de dificultad: fácil, medio y duro. También hay una función de prueba de sonido en el juego.

## Trama
Spirou, un periodista, y su amigo Fantasio visitan Nueva York para una conferencia internacional de investigación científica. Cuando la pareja llega a la conferencia, el Conde Champignac, su viejo amigo y uno de los inventores de la conferencia, ha desaparecido. Resulta que Cyanide, un robot y uno de los antiguos enemigos de Spirou, ha secuestrado al conde. Con los inventos del conde Champignac, la intención de Cyanide es hacer que los robots dominen la tierra y convertir a todos los humanos en esclavos. . Mientras Spirou intenta salvar Champignac y detener a Cyanida, Fantasio recopila información para ayudar a Spirou.